# Korjaci
Korjaci (rus. коря́ки) su starosjedilački narod Kamčatske oblasti na ruskom dalekom istoku i naseljavaju obale Beringovog mora južno od rijeke Anadir i zemlje neposredno uz sjever poluotoka Kamčatke, a najjužnije do Tigilska. Najsličniji su Čukčima kojima nalikuju kulturom ali i izgledom. Nešto su dalji srodnici Kamčadala (Itelmena) s poluotoka Kamčatke.
Susjedi Korjaka su Eveni na zapadu Korjačkih zemalja, Aljutori južno od spoja Kamčatskog poluotoka s kopnom, Kereci na istoku i Čukči na sjeveroistoku.
Korjake obično dijelimo na dvije grupe: sjedlilačke Nimelane (нымыланы, u prijevodu s korjačkog "stanovnici sela") koji žive u priobalju u stalnim nastambama i bave se ribarstvom i nomadske Čaučuvene (чавчувены, u prijevodu s korjačkog "bogati jelenima"), stanovnike tundre koji se bave stočarstvom i prate stada svojih sobova u njihovim sezonskim migracijama u potrazi za ispašom.
Korjački jezik i srodni aljutorski jezik su u lingvističkom pogledu vrlo bliski čukčijskom jeziku. Svi zajedno pripadaju Čukotsko-kamčatskoj porodici jezika.

## Etimologija
Naziv Korjak je egzonim riječi Korak i znači "uz soba", pri čemu kor znači sob na lokalnoj Čukotsko-kamčatskoj skupini jezika. Prvi spomen imena Korjak je zabilježen u pisanjima ruskog kozaka i istraživača Vladimira Atlasova, koji je osvojio Kamčatku za Cara 1695. Od tada se naziv koristi u ruskim službenim državnim dokumentima, što je dodatno populariziralo korištenje tog naziva.
Važnost tradicionalne povezanosti životinje (soba), i čovjeka (Korjaka) u tim krajevima ogleda se u tome što danas lik soba možemo naći čak i na službenoj zastavi i grbu nekoć autonomnog Korjačkog okruga, danas dijela Kamčatskog kraja.

## Porijeklo
Porijeklo Korjaka je nepoznato. Antropolozi pretpostavljaju da je kopneni most povezivao euroazijski i sjevernoamerički kontinent za vrijeme kasnog pleistocena. Moguće je da su migratorni narodi prolazili kroz današnje zemlje Korjaka na svom putu u Sjevernu Ameriku. Znanstvenici su uvjereni da su tadašnji ljudi prelazili kopneni most između dvaju kontinenata i to u više navrata, pa čak i u oba smjera prije nego što je ledeno doba završilo i time onemogućilo daljnje migracije stanovništva preko današnjeg Beringovog tjesnaca koji prije kraja ledenog doba bio dio kopna jer je dubine samo oko 30-60 metara, a poznato je da može biti u potpunosti zaleđen i time prohodan čak i danas, ako se temperatura zimi spusti ispod -70°C.
Najnovije teorije o porijeklu Korjaka su u skladu s tim tvrdnjama jer govore da su se preci Koryaka vratili u sibirsku Aziju iz Sjeverne Amerike dok je prelazak preko kopnenog mosta još bio moguć.
Poznato je i to da postoje kulturne i dijelom lingvističke sličnosti između Korjaka i naroda Nivkh koji danas žive na sjevernom dijelu ruskog otoka Sahalin na pacifičkoj obali ruskog dalekog istoka.

## Povijest
Zemlje Korjaka su nekoć zauzimale puno veću površinu ruskog dalekog istoka. Granice koje su se često pomicale i preklapale obuhvaćale su područja koja su se protezala do sve teritorija naroda Nivkh u Habarovskom kraju južno od Kamčatke, sve dok nisu pristigli Eveni i potisnuli ih u njihova današnja obitavališta. Epidemija velikih boginja 1769. – 1770. i rat s ruskim Kozacima umanjili su populaciju Korjaka s oko 11.000 godine 1700. na oko 4.800 godine 1800.
Pod Sovjetskim savezom 1931. godine formiran je Korjački autonomni okrug koji je dobio i ime po Korjacima koji su tu živjeli. U skladu s rezultatima referenduma 2005. godine Korjački okrug se spojio s Kamčatskom oblasti u Kamčatski kraj, što je stupilo na snagu 1. lipnja 2007. godine.

## Kultura
Obitelji su se obično okupljale u grupe od šest do sedam i tako formirale male skupine koje nisu izlazile iz granica proširene rodbine ili klana. Odabrani poglavar skupine nije imao zapovjedne ovlasti i skupina se oslanjala na konsenzus prilikom donošenja svih odluka, u skladu s uobičajenim egalitarizmom koji se obično nalazi u sličnim malim skupinama.
Životi Korjaka u unutrašnjosti su se oduvijek vrtili oko soba, njihovog glavnog izvora hrane. Važno je istaknuti da su Korjaci tradicionalno iskorištavali sve dijelove tijela soba kako bi načinili odjeću i obuću, oruđe i oružje. Meso su jeli većinom pečeno, a krv, koštanu srž i mlijeko su pili sirovo. Jetru, srce, bubrege i jezik smatraju posebnim poslasticama. Losos i ostale slatkovodne ribe kao i šumsko voće, bobice i korijenasto bilje imali su vrelo važnu ulogu u ishrani Korjaka, s obzirom na to da meso soba ne sadrži neke prijeko potrebne vitamine i minerale kao ni djetetska vlakna prijeko potrebna da se preživi u okrutnim uvjetima tundre u kojima oni žive. Korjaci su također proizvodili sir, maslac i fermentirano mlijeko od mlijeka soba.
Suvremeni Korjaci jedu kupovnu hranu kao što su kruh, žitarice i riblje konzerve. Svake godine prodaju dio svojih stada sobova, ali ih lako nadomjeste jer je populacija sobova u njihovom okolišu prilično velika.
Odjeću su tradicionalno radili od kože soba, ali suvremeni Korjački muškarci i žene su kože zamijenili tkaninom. Muškarci su nosili vrećaste hlače i kožne košulje, koje su često imale kapuljaču, čizme i tradicionalne kape napravljane od kože soba. Čizme i kape koriste još i danas. Žene su nosile istu odjeću kao i muškarci, ali s duljim košuljama koje su dosezale do listova. Danas žene često nose poveze za glavu i haljine, ali kad zahladi oblače ogrtače od sobove kože.
Korjaci su živjeli u stožastim kolibama koje zovu čum, napravljenim od drvenih motki i prekrivenih kožama sobova, vrlo nalik tipijima (u našoj zemlji se za tipi uvriježio krivi naziv - wigwam) Sjeveroameričkih indijanaca iz velikih američkih nizina, samo što su nešto niži i širi. Mnoge obitelji i danas koriste čumove kao nastambe, ali neki žive i u drvenim brvnarama. U središtu čuma tradicionalno se nalazilo ognjište, koje danas obično mijenja peć od željeza. Kreveti od kože soba su smješteni s istočne strane čuma. Koristili su i male drvene ormariće ili škrinje kako bi pohranili hranu, odjeću i osobne stvari.

## Religija
Korjaci prakticiraju oblik animizma, posebno posredstvom šamanizma. Korjačka mitologija je usredotočena na natprirodno biće, šamana po imenu Kuth ili Kutka (rus. Кутх), velikog gavrana koji je bio prvi čovjek i zaštitnik Korjaka. Mitove o velikom gavranu nalazimo i među Tlingitima, Haida i Tsimshian kao i raznim aljaskim plemenima i američkim Indijancima sjeverozapada.